# Prix Erich-Fried
Le prix Erich-Fried en allemand Erich-Fried-Preis est un prix littéraire décerné par la Internationale Erich Fried Gesellschaft für Sprache und Literatur à Vienne. Ce prix est doté de 15 000 euros. Il est décerné depuis 1990, en souvenir d'Erich Fried, poète autrichien décédé en 1988.
Ce prix met en valeur la littérature engagée politiquement ou socialement, les positions critiques sociales, politiques ou historiques ou encore les nouvelles voix de la littérature.
Chaque année, le curatorium de la Erich Fried Gesellschaft désigne un juge unique (un écrivain renommé) qui porte la responsabilité de décerner le prix.

## Jurés et lauréats
| Année | Juge                 | Lauréat              |
| 1990  | Hans Mayer           | Christoph Hein       |
| 1991  | Ernst Jandl          | Bodo Hell            |
| 1992  | Christa Wolf         | Paul Parin           |
| 1993  | Walter Jens          | Robert Schindel      |
| 1994  | Adolf Muschg         | Jörg Steiner         |
| 1995  | Friederike Mayröcker | Elke Erb             |
| 1996  | György Konrád        | Paul Nizon           |
| 1997  | Ilse Aichinger       | Gert Jonke           |
| 1998  | Volker Braun         | Bert Papenfuß        |
| 1999  | Elfriede Jelinek     | Elfriede Gerstl      |
| 2000  | György Dalos         | Klaus Schlesinger    |
| 2001  | Brigitte Kronauer    | Otto A. Böhmer       |
| 2002  | Christina Weiss      | Oskar Pastior        |
| 2003  | Robert Schindel      | Robert Menasse       |
| 2004  | Wilhelm Genazino     | Brigitte Oleschinski |
| 2005  | Christoph Ransmayr   | Yaak Karsunke        |
| 2006  | Michael Krüger       | Marcel Beyer         |
| 2007  | Ilma Rakusa          | Peter Waterhouse     |
| 2008  | Katja Lange-Müller   | Alois Hotschnig      |
| 2009  | Josef Winkler        | Esther Dischereit    |
| 2010  | Urs Widmer           | Terézia Mora         |
| 2011  | Barbara Frischmuth   | Thomas Stangl        |